# Свистунківське газоконденсатне родовище
Свистунківське газоконденсатне родовище — газоконденсатне родовище, що належить до Глинсько-Солохівського газонафтоносного району Східного нафтогазоносного регіону України.

## Опис
Розташоване в Полтавській області на відстані 25 км від м. Гадяч.
Знаходиться в центральній частині приосьової зони Дніпровсько-Донецької западини між Глинсько-Розбишівським валом і Жданівською депресією.
Структура виявлена в 1988 р. і характеризується моноклінальним заляганням пластів з кутами нахилу до 12 градусів у півд. напрямку, З півночі вона обмежена скидом амплітудою понад 150 м. Перший промисл. приплив газу і конденсату одержано в 1992 р. з верхньовізейських відкладів з інт. 5743-5755 м.
Поклади пластові і пов'язані з тектонічно екранованими по піднесенню пластів пастками. Початковий режим покладів газовий. Запаси початкові видобувні категорій А+В+С1 газу — 580 млн. м³.